# Połonice (rejon złoczowski)
Połonice (ukr. Полоничі) – wieś na Ukrainie w rejonie złoczowskim obwodu lwowskiego.

## Historia
Wieś założona w XIV-XV w. przez uchodźców spod władzy tatarskiej. Po zniesieniu poddaństwa chłopów w 1848 we wsi masowo osiedlali się katoliccy koloniści polscy. W 1893 znaczna część ludności padła ofiarą epidemii tyfusu. W maju 1895 pożar zniszczył wieś.
W II Rzeczypospolitej Połonice wchodziły w skład gminy Zadwórze w powiecie przemyślańskim województwa tarnopolskiego. 
W 1944 nacjonaliści ukraińscy z OUN-UPA zamordowali tutaj 23 Polaków.
Do 2020 w rejonie buskim. 